# Nissan Frontier
A Nissan Frontier (na Europa e Ásia, Nissan Navara) é uma picape média da Nissan, foi inicialmente desenvolvida para o mercado norte americano. No Brasil, estreou no final da década de 1990 e foi o primeiro produto da Nissan a ser fabricado no país, a partir de 2002, em São José dos Pinhais (PR).
No ano de 2016 foi a 11ª picape mais vendida no mundo, com um total de 121.320 unidades vendidas.

## A Nova Frontier
A Nova Nissan Frontier possui motor turbodiesel 2.5 e 190 cv de potência (ante 172 cv do modelo de 2008 até 2011), O modelo começou a ser produzida no Brasil em 2008. A picape conta com equipamentos de segurança, conforto, design e  desempenho.

## Design
A Frontier 2.5 conseguiu unir modernidade e esportividade em um só carro. Percebe-se isso ao observar alguns itens, que variam conforme o modelo, como rack de teto, estribos laterais, para-barro rígido nas rodas dianteiras e traseiras, para-choque dianteiro e grade frontal na cor do veículo, grade frontal cromada, direção hidráulica com ajuste de altura, volante de 3 raios revestido em couro, piloto automático com controle no volante, travas elétricas nas quatro portas, abertura interna do tanque de  combustível e ar-condicionado.

## Pôneis Malditose versão editada
Em 29 de julho de 2011 a Nissan lançou na TV aberta o comercial Pôneis Malditos, em que vários pôneis simbolizavam o motor de um veículo concorrente atolado, com a música baseada em "Müd am Herd fand ich den Mann", da ópera Die Walküre (composta por Richard Wagner); nas redes sociais foi lançado o mesmo vídeo mas com a continuação (em que um pônei rosa se modifica), dizendo que o vídeo deveria ter sido compartilhado para dez pessoas.
Criado pela Lew'Lara\TBWA, chegou a duas premiações - ouro na premiação "El Ojo" da Argentina na categoria filmes - e no "Yahoo! Big Idea Chair 2011". O vídeo se tornou o nono vídeo mais compartilhado no mundo em 2011 e, com isso, o veículo vendia 81% a mais que no mesmo período de 2010. Em 25 de agosto de 2011 foi lançada uma versão editada para promover a versão Attack, em que a primeira cena antes da fala "Você quer uma picape [...]" é cortada.

### Continuação
Em 24 de fevereiro de 2012 foi lançada a continuação do vídeo para promover a linha 2012/2013 - em que os pôneis aparecem em uma bolha ao som de Cavalgada das Valquírias e ao lançar flechas ao motorista do veículo com formato de coração -, além de uma versão estendida do comercial na internet.

## Versões atuais
A Nissan Frontier contém 5 versões de acabamento, sendo elas: S (4x2 ou 4x4), SV Attack (4x2 ou 4x4) e SL (4x4) e a versão limitada Platinum (4x4) automática.
Nas versões topo de linha SL, conta com um câmbio automático de 5 marchas com piloto automático, além de possuir o sistema elétrico VDC, que contém controle de estabilidade e controle de tração, ar-condicionado automático digital dual-zone, rodas aro 18' e uma central multimídia com câmera de ré; as versões S e SV Attack possuem apenas câmbio manual de 6 marchas, sem piloto automático, além de vir de série com Airbags duplos e freios ABS e EBD, ar-condicionado automático, vidros, travas e retrovisores elétricos e aro 16'. As versões Attack destacam-se pelos pneus "All Terrain" e pelos detalhes externos na cor Titanium, todas sendo cabine dupla: as versões 4x2 oferecem motor 2.5 Turbo Diesel de 163cv e 41,9kgfm de torque e as versões 4x4 oferecem motor 2.5 Turbo Diesel de 190cv e 45,8kgfm de torque.

## Galeria
- Primeira geração (1997-2004)
- Segunda geração (2004-2015)
- Terceira geração (2014-presente)